# Belfort
Belfort (niem. Beffert, Beffort, Befort) – miejscowość i gmina we Francji, w regionie Burgundia-Franche-Comté, w departamencie Territoire de Belfort, położone nad rzeką Savoureuse, w Bramie Burgundzkiej – obniżeniu pomiędzy dwoma pasmami górskimi – Wogezami na północy a Jurą na południu. W 2017 roku populacja gminy wynosiła 48 423 mieszkańców.
Miasto podzielone jest na 5 kantonów:
- Kanton Belfort-Centre (9 823 mieszkańców)
- Kanton Belfort-Est (13 403 mieszkańców)
- Kanton de Belfort-Nord (8 555 mieszkańców)
- Kanton de Belfort-Ouest (9 108 mieszkańców)
- Kanton de Belfort-Sud (9 528 mieszkańców)

Miejsce urodzenia kompozytora Gérarda Griseya a także Piotra Verniera, botanika, nauczyciela, publicysty i rysownika.

## Historia
Podczas wojny francusko-pruskiej (1870–1871) twierdza Belfort broniła się podczas trwającego 103 dni oblężenia. Pozwoliło to na pozostanie tego regionu w obrębie Francji, podczas gdy reszta Alzacji (wraz z częścią Lotaryngii) została włączona do Niemiec. Obrońców upamiętnia monumentalna rzeźba górująca nad miastem –  Lew Belfortu autorstwa Frédérica-Auguste′a Bartholdiego (1880). Drugą twierdzą, która nie została zdobyta przez wojska pruskie była Bitche.
W dniach 15–19 czerwca 1940, w czasie kampanii francuskiej, w rejonie Belfortu walczyła polska 2 Dywizja Strzelców Pieszych.

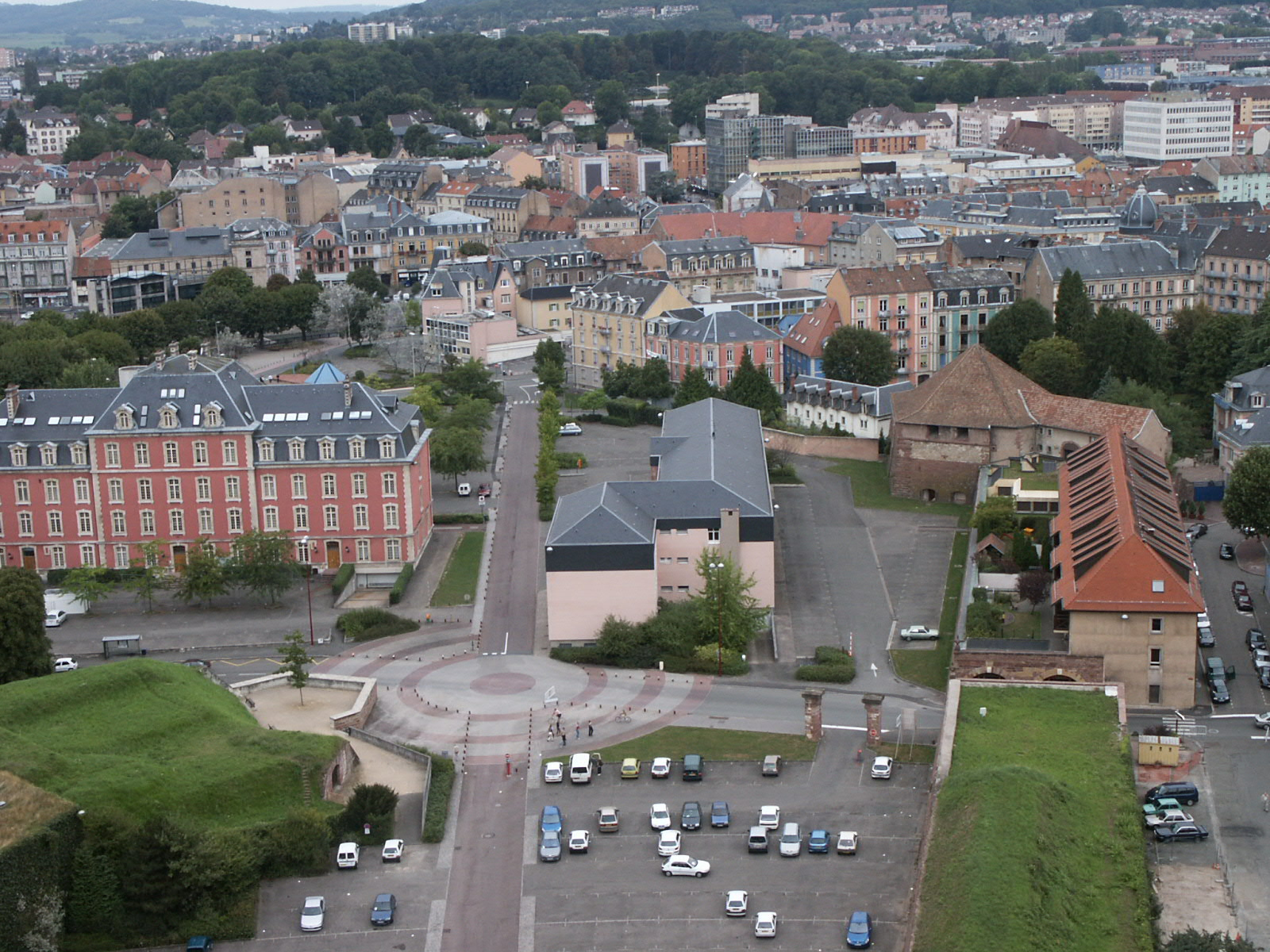
Belfort

## Miasta partnerskie
- Delémont, Szwajcaria
- Leonberg, Niemcy
- Zaporoże, Ukraina
- Stafford, Wielka Brytania
- Tangin Dassouri, Burkina Faso